# Gerhoh z Reichersbergu
Gerhoh (také Gerhoch, Gerhohus nebo Gerloh, 1093 Polling – 1169 Reichersberg) byl německý středověký teolog a od roku 1132 probošt augustiniánského kláštera Reichersberg v Innviertelu. Byl radikálním zastáncem gregoriánské reformy a polemicky se vymezoval vůči scholastické filozofii. Odmítal svatokupectví a vůbec světskou moc církve jako předzvěst příchodu Antikrista na zem. Požadoval, aby se duchovní vzdali soukromého majetku a žili podle řehole svatého Augustina. Jeho nejvýznamnějším dílem je spis  Liber de corrupto Ecclesiae statu.